# 하인츠 슈베르트
헤인즈 슈버트(Heinz Schubert, 1925년 11월 12일 ~ 1999년 2월 12일)는 독일의 사진가, 연극 배우, 영화배우, 텔레비전 배우이다.
베를린에서 태어났으며 함부르크에서 사망하였다. 사인은 폐렴이다.  슐레스비히홀슈타인주에 매장되었다.

## 영화
- 카운터페이터 (2007년)
- 러닝 투 라이 (2003년)
- 히틀러 (1977년)
- 강인한 페르디난트 (1976년)
- 베를린 스파이 (1966년)